# Jovino Novoa
Enrique Manuel Jovino Novoa Vásquez (Santiago, 31 de marzo de 1945-Frutillar, 1 de junio de 2021) fue un abogado y político chileno, miembro fundador del gremialismo y posteriormente del partido Unión Demócrata Independiente (UDI), el cual presidió en dos periodos (1992-1998 y 2004-2006). Se desempeñó como subsecretario General de Gobierno de su país, bajo la dictadura militar del general Augusto Pinochet (1979-1982) y, durante la transición a la democracia, fue senador de la República en representación de la 7.ª Circunscripción, Santiago Poniente, (Región Metropolitana), por dos periodos consecutivos entre 1998 y 2014, ejerciendo como presidente del Senado en el periodo 2009-2010. En 2015 fue condenado por delitos tributarios en el contexto de los casos de corrupción Penta y SQM.

## Biografía

### Primeros años y familia
Nació en Santiago de Chile el 31 de marzo de 1945, hijo de Silvia María Vásquez Vargas (1920-2005) y del empresario viñamarino Jovino Novoa Rojas (1918-1973), voluntario de bomberos y quien fuera presidente del Club Social y Deportivo Colo-Colo (de fútbol) entre 1962 y 1964, y candidato liberal a diputado por el primer distrito de Santiago en las elecciones de marzo de 1965.
Estuvo casado desde 1969 con María Angélica Mackenna Echaurren, con quien fue padre de ocho hijos.

### Estudios
Realizó sus estudios primarios y secundarios entre 1951 y 1962 en el Saint George's College, ubicado en Santiago. Finalizada su etapa escolar, en 1963 ingresó a la Escuela de Derecho de la Pontificia Universidad Católica (PUC), de donde se tituló como abogado en 1970. Su tesis se tituló Teoría de la Universidad, y fue escrita en coautoría con Jaime Guzmán Errázuriz.

### Carrera académica y laboral
Una vez egresado de la universidad, se trasladó a Argentina, país donde permaneció hasta 1977 ejerciendo su profesión, en el estudio jurídico Cruzat, Ortúzar, Mackenna y Novoa. De vuelta en Chile, retomó su labor de abogado, especialmente en temas comerciales y civiles hasta 1979.
En 1982 asumió como editor de servicios informativos del diario El Mercurio, cargo que ejerció hasta 1985. Paralelamente se desempeñó como profesor de la Escuela de Derecho de la PUC y se integró al Colegio de Abogados de Chile, principal gremio del sector.
En 1985 se integró como socio del estudio jurídico Guerrero, Olivos, Novoa, Errázuriz, donde trabajó hasta 1997. Es en este período cuando empezó a involucrarse más en la vida política propiamente tal.

### Carrera política
En la universidad conoció a Jaime Guzmán Errázuriz, con quien entabló una gran amistad. En 1966, bajo el liderazgo de este, participó en la fundación del Movimiento Gremialista, junto con Hernán Larraín, Felipe Lamarca, Sergio Gutiérrez, Ernesto Illanes, Máximo Silva, Manuel Bezanilla, Luis Monge, Rodrigo Mujica, Roberto García y Raúl Lecaros, entre otros. El grupo —que se oponía a la instrumentalización política de las organizaciones estudiantiles y defendía la subsidiariedad del Estado— logró connotación tras la elección de Ernesto Illanes como presidente de la Federación de Estudiantes de la Universidad Católica (FEUC) en 1968. Luego vendrían cinco presidentes gremialistas consecutivos más, aumentando cada vez más su influencia en la vida política nacional.
En 1969, se involucró en la campaña senatorial de Francisco Bulnes Sanfuentes, militante del Partido Nacional (PN), para las elecciones parlamentarias de ese año. Concluido dicho proceso, en 1970, junto a otros jóvenes gremialistas, se sumó al trabajo propagandístico del candidato presidencial de la derecha, el ingeniero y expresidente de la República Jorge Alessandri (1958-1964), transformándose en líder de la agrupación denominada «Chile Joven», que apoyaba la candidatura presidencial de dicho mandatario.
En ese contexto fue uno de los líderes de la «campaña del terror» que buscaba evitar la elección del socialista Salvador Allende, razón por la cual la agrupación fue investigada por la Cámara de Diputados.
Cuando regresó a Chile, luego de ejercer en Argentina su profesión se incorporó a la vida política al asumir como subsecretario General de Gobierno durante la dictadura militar del general Augusto Pinochet, tarea que desempeñó desde 1979 hasta 1982. Durante su permanencia en el cargo, el país vivió importantes acontecimientos como la preparación del plebiscito del 11 de septiembre de 1980; el asesinato del líder sindical Tucapel Jiménez; y la muerte del expresidente demócrata cristiano Eduardo Frei Montalva.

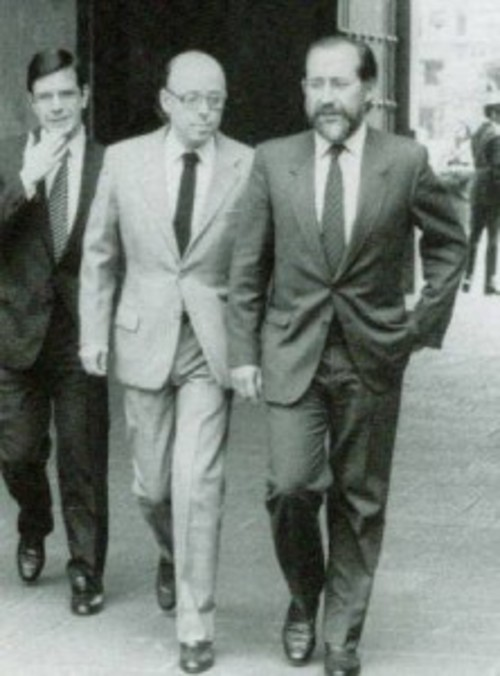
Los dirigentes de la UDI Joaquín Lavín (izquierda), Jaime Guzmán (centro) y Jovino Novoa (derecha), a principios de la década de 1990.

En 1988 fue uno de los miembros fundadores del partido Unión Demócrata Independiente (UDI), ocupando la vicepresidencia, donde permaneció hasta 1991. Alcanzó el cargo de presidente del partido, ejerciendo hasta 1998. En 1993, fue proclamado candidato a la presidencia de la República, pero en la convención de los partidos de derecha, Novoa declinó su candidatura a favor de Arturo Alessandri Besa.
Durante la transición a la democracia, fue elegido senador por la 7.ª circunscripción de Santiago Poniente en las parlamentarias de 1997, para el período de 1998-2006. En la cámara alta, presidió las comisiones permanentes Vivienda y Urbanismo; de Economía, y de Obras Públicas, Transportes y Telecomunicaciones. Participó además, en la Comisión Permanente de Régimen Interior, y en la Comisión Mixta de Presupuestos. En ese tiempo, asumió nuevamente la presidencia de la UDI entre 2004 y 2006, cuando se llevó a cabo el Consejo General en julio de ese año.
En diciembre de 2005, obtuvo su reelección por la misma circunscripción, para el periodo legislativo 2006-2014. Durante su gestión, integró las comisiones permanentes de Hacienda; de Ética; y fue presidente de la Comisión de Transportes y Telecomunicaciones. Así mismo, integró las comisiones de Régimen Interior; Revisora de Cuentas; Especial Mixta de Presupuestos; y de Transportes y Telecomunicaciones.
En mayo de 2008, fue elegido presidente de la Unión de Partidos Latinoamericanos (UPLA), organización internacional de centroderecha. El 11 de marzo de 2009 fue elegido como presidente del Senado de Chile, funcionando hasta el 11 de marzo de 2010. Para las elecciones parlamentarias de noviembre de 2013 decidió no presentarse a la reelección por un nuevo periodo.
|                                            |
| Jovino Novoa con Sebastián Piñera en 2010. |

|                                 |
| Novoa con Hernán Büchi en 2011. |

### Últimos años
Se comenzó a retirar de política activa alrededor de 2015, cuando fue formalizado por los escándalos políticos del «caso Penta» y «caso SQM». En noviembre de ese año, fue declarado culpable de delitos tributarios y como parte de la condena, impedido de ejercer funciones públicas durante cinco años, la duración de la pena remitida. Desde entonces ya se alejó definitivamente de la vida pública.
Falleció en la comuna de Frutillar el 1 de junio de 2021, a los 76 años, producto de un enfisema pulmonar causado por su adicción al tabaco.

## Controversias

### Asesinato de Tucapel Jiménez
En 1982, durante su período como subsecretario general de Gobierno de la dictadura militar de Pinochet, fue asesinado el líder sindical Tucapel Jiménez por elementos de la Central Nacional de Informaciones (CNI) ligados a la División de Organizaciones Civiles (DOS) que estaba bajo su dependencia.

### Caso Spiniak
En 2003, estuvo involucrado en el «caso Spiniak», luego de que la diputada Pía Guzmán acusara en una conferencia de prensa, en octubre de ese año, a tres parlamentarios, sin revelar nombres, de estar involucrados en una red de pedofilia encabezada por el empresario Claudio Spiniak. Según su declaración, los parlamentarios supuestamente involucrados eran dos senadores de la coalición Alianza por Chile y uno del Partido Demócrata Cristiano (PDC). Un artículo del escritor Pablo Huneeus lo acusó posteriormente junto a Carlos Bombal, también senador y militante de la Unión Demócrata Independiente (UDI), de ser los aludidos por Guzmán. Más tarde, una de las testigos clave, Gemita Bueno, declaró en una entrevista al diario La Tercera que había mentido sobre la participación de Novoa en las fiestas sexuales de Spiniak.  En ese proceso jugó un rol fundamental el ministro de la Corte Suprema, Sergio Muñoz Gajardo, cuyas posiciones políticas son lejanas a la UDI, quien tomó el caso tras la inhabilitación del primer juez encargado del caso.
La UDI se querelló contra la parlamentaria por injurias y calumnias, y posteriormente solicitó al juez de la causa que citara a Guzmán para que aclarase la fuente de su denuncia contra sus senadores. En 2004, la justicia falló a favor de Guzmán, afirmando que sus declaraciones no tenían connotación jurídico penal.

### Financiamiento irregular
En julio de 2015, fue formalizado por el Ministerio Público en el marco del caso Penta y SQM, que investigaba el financiamiento irregular de campañas políticas. Cuatro meses después, se llevó a cabo el juicio abreviado en su contra, tras reconocer que había ocupado boletas falsas para financiar campañas políticas; había recibido 30 millones de pesos del grupo Penta. El tribunal lo condenó por delitos tributarios a una pena de tres años de pena remitida, suspensión legal de cargo u oficio público durante el tiempo de la condena, el pago de una multa equivalente al 50 % de los impuestos defraudados, y el pago de 5 Unidades Tributarias Anuales (UTA), siendo así el primer condenado del caso Penta.

## Obra escrita
- Vásquez Novoa, Jovino. Con la fuerza de la libertad: la batalla por las ideas de centro-derecha en el Chile de hoy, 2013.

## Historial electoral

### Elecciones parlamentarias de 1997
- Elecciones parlamentarias de 1997, candidato a senador por la Circunscripción 7, Santiago Poniente[20]

### Elecciones parlamentarias de 2005
- Elecciones parlamentarias de 2005, candidato a senador por la Circunscripción 7, Santiago Poniente[21]